# 80è Esquadró de la RAF
El 80è Esquadró de la RAF va ser un esquadró del Royal Flying Corps i de la Royal Air Force actiu entre 1917 i 1969. Va estar operatiu tant a la I com a la II Guerra Mundial.

## Història

### Establiment i servei primerenc
Fundat a l'estiu de 1917 a RAF Montrose, equipat amb Sopwith Camel i preparat per ser un esquadró de caces, el 80è Esquadró va ser enviat a França per servir al Front Occidental a inicis de 1918, actuant inicialment en un paper de caces. Però les ofensives alemanyes del març del mateix any resultà amb l'esquadró sent reciclat a un paper d'atac a terra, tot i que encara amb els Camels. Seguí en aquest paper fins al final de la guerra. De resultes d'aquesta decisió, l'esquadró només va aconseguir tenir un únic as de l'aviació, Harold Whistler, tot i que reclamà aproximadament unes 60 victòries aèries.
Els Camels van ser substituïts per Sopwith Snipes al desembre, també en aquell any, l'esquadró va ser traslladat a Egipte al maig de 1919, on serví durant un breu període abans de ser convertit en el 56è Esquadró de la RAF.

### Reinstauració i Segona Guerra Mundial

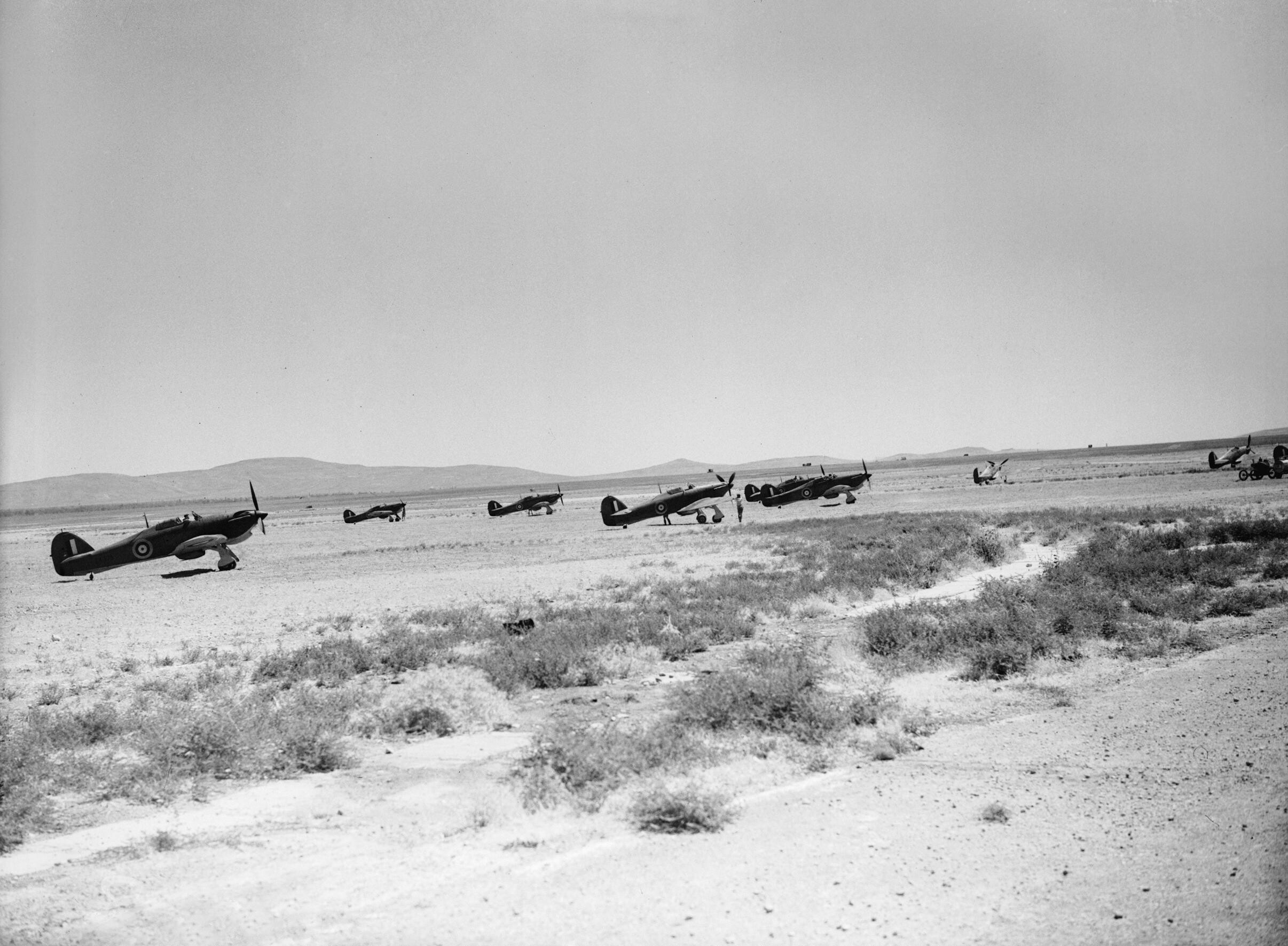
Hurricanes del 80è Esquadró a Palestina, juny de 1941.

L'esquadró va ser reformat al març de 1937 de nou com a 80è Esquadró, ara equipat amb avions Gloster Gauntlet. Però els Gauntlet eren considerats per molts com a desfasats, i van ser substituïts per Gloster Gladiator només dos mesos després. El 1938, l'esquadró tornà a Egipte com a "unitat de defensa aèria". Després de la declaració de guerra italiana sobre Líbia, el 80è va ser traslladat a la frontera egipto-líbia, però va ser enviada per ajudar els grecs durant la guerra italo-grega, en aquells moments ja equipat amb Hawker Hurricane. Després retornà al Regne Unit, sent enviat immediatament a Síria, també operant a Palestina i a Xipre durant 1941. Va ser totalment enviat a Xipre al juliol de 1941, abans de tornar a Síria al mes següent, unint-se a la lluita al nord d'Àfrica dos mesos després. Durant la batalla d'El Alamein va ser responsable de defensar les línies de comunicació. Es quedà en aquesta zona fins a inicis de 1944, quan retornà a la Gran Bretanya per preparar-se per l'operació Overlord, la invasió aliada d'Europa. Després de l'operació, l'esquadró va ser equipat amb avions Hawker Tempest, participant en les missions contra les bombes volant V-1. Quan aquestes van deixar de ser una amenaça, el 80è va ser traslladat al continent per tornar als seus deures com a unitat de caces fins al final de la guerra.

### Postguerra i dissolució

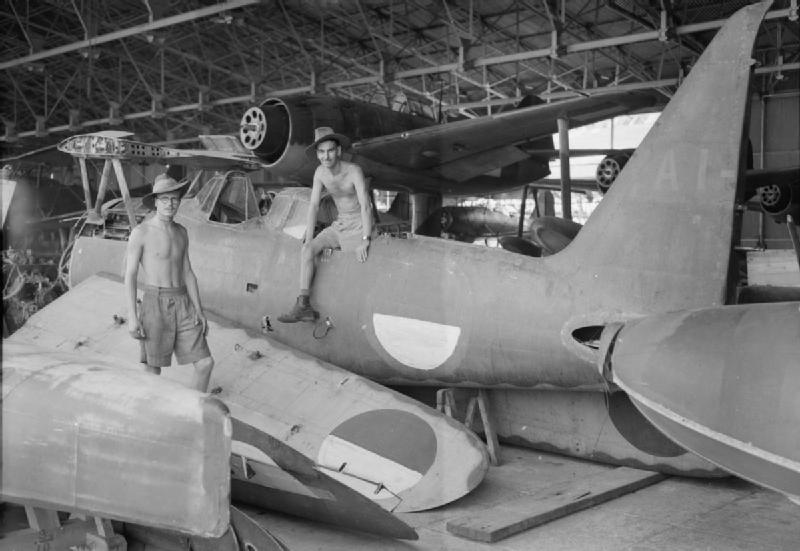
Personal del 80è Esquadró enmig de parts d'un Mitsubishi F1M, amb insígnies indonèsies, a un aeròdrom i base d'hidroavions a Surabaya, Java, el gener de 1946. Al fons hi ha hidroavions Kawanishi N1K.

Com a part de les forces d'ocupació europees, la 8a Força Aèria Tàctica, l'esquadró continuà les seves tasques de reconeixement i patrulla destinada a Wunstorf, Alemanya, fins a ser destinada a Hong Kong al juliol de 1949 (els Tempests havien estat substituïts per Supermarine Spitfire F.24s el 1948). Durant la Guerra Civil Xinesa el 80è Esquadró va encarregar-se de la defensa de Hong Kong davant del que es percebia com amenaces comunistes. Els Spitfires van ser substituïts el 1951 per de Havilland Hornet, i l'esquadró continuà a Hong Kong fins a la seva dissolució l'1 de maig de 1955. Malgrat tot, dos mesos després va ser reformat com a unitat de reconeixement a RAF Laarbruch. Equipats amb Canberra PR.7s, va ser traslladat a Brüggen al juny de 1957 i fins al 28 de setembre de 1969, quan va ser definitivament dissolt.

## Membres notables
- Marmaduke Pattle
- Roald Dahl
- David Coke
- Nigel Cullen

## Avions operats
| De               | A                | Avió                      | Versió    |
| ---------------- | ---------------- | ------------------------- | --------- |
| Agost de 1917    | Desembre de 1918 | Sopwith Camel             |           |
| Desembre de 1918 | Febrer de 1920   | Sopwith Snipe             |           |
| Març de 1937     | Març de 1937     | Gloster Gauntlet          | Mk.II     |
| Març de 1937     | Novembre de 1940 | Gloster Gladiator         | Mk.I      |
| Jun 1940         | Agost de 1940    | Hawker Hurricane          | Mk.I      |
| Novembre de 1940 | Març de 1941     | Gloster Gladiator         | Mk.II     |
| Febrer de 1941   | Gener de 1942    | Hawker Hurricane          | Mk.I      |
| Gener de 1942    | Abril de 1943    | Hawker Hurricane          | Mk.IIc    |
| Abril de 1943    | Abril de 1944    | Supermarine Spitfire      | Mk.Vc     |
| Setembre de 1943 | Gener de 1944    | Supermarine Spitfire      | Mk.IX     |
| Gener de 1944    | Abril de 1944    | Supermarine Spitfire      | Mk.Vb     |
| Maig de 1944     | Agost de 1944    | Supermarine Spitfire      | Mk.IX     |
| Agost de 1944    | Gener de 1948    | Hawker Tempest            | Mk.V      |
| Gener de 1948    | Gener de 1952    | Supermarine Spitfire      | F.24      |
| Desembre de 1951 | Maig de 1955     | de Havilland Hornet       | F.3 & F.4 |
| Agost de 1955    | Setembre de 1969 | English Electric Canberra | PR.7      |